# Artsaj del Norte
Artsaj del Norte (en armenio: Հյուսիսային Արցախ) es una región montañosa en el noroeste de Azerbaiyán al norte del Alto Karabaj entre el río Kura y Armenia. Es un nombre convencional utilizado en el territorio de Armenia y Azerbaiyán, situada en el área entre las divisiones de la cuenca del Lago Seván y Mrav y el río Kur. La región cubre hasta 15 000 kilómetros cuadrados.

## Historia
Durante el primer periodo medieval, Artsaj del Norte (más era conocido bajo el nombre de Gardman en la Edad Media) incluyen algunos de los distritos de Utik y Artsaj provincias de mayor Armenia, tales como Koght, Kust-i-Parnes, Gardman, Shakashen, etc.. Durante la tarde medieval, formó parte del Ganja Janato, que se incorporen más tarde en el territorio de Rusia, después de que se hizo conocido bajo el nombre de Gobernación de Elisabethpol.
Después de la toma de posesión soviética, la región se adjunta a la República de Azerbaiyán, que se divide en las siguientes unidades administrativas.

## Geografía
El área de Artsaj en un mapa del distrito de Azerbaiyán moderno son Artsaj del Norte encuentra las cuencas de los ríos Asrik, Zakam, Shamkor, Artinajur (Koshkar), Gandzak, Kurak y Sevjur, que tomar sus fuentes en las cadenas de montaña de Sevan y Mrav y combinar en el Kur sobre el derecho. También abarca el alcance de aguas abajo de los ríos Joghas, Aghstev y Tavush.
Artsaj del Norte incluyen a raíz de distritos y ciudades de Azerbaiyán moderna: * Qazakh Rayon (Qazax) * Agstafa Rayon (Ağstafa) 
- Tovuz Rayon
- Shamkir Rayon (Şəmkir)
- Gadabay Rayon (Gədəbəy)
- Dashkasan Rayon (Daşkəsən)
- Goygol Rayon anteriormente Khanlar (Xanlar)
- Samukh Rayon(Samux)
- Goranboy Rayon
- Ganja ciudad (Gəncə)

## Enlaces
- Samvel Karapetian, «Artsaj del Norte»
- Kim Ghahramanyan, «La tierra es una vocación.»

- Datos: Q2401393